# Desmotimmia mirabilis
Desmotimmia mirabilis is een rondwormensoort uit de familie van de Meyliidae. De wetenschappelijke naam van de soort is voor het eerst geldig gepubliceerd in 1970 door Timm.